# Lycée français René-Descartes de Kinshasa
Pour l’article homonyme, voir Lycée français René-Descartes.
Le lycée français René Descartes (LFRD) de Kinshasa est un établissement scolaire français à l’étranger situé en République démocratique du Congo qui réunit deux cycle d’enseignement : primaire et secondaire. Il accueille plus de 1200 élèves (en 2022) et respecte les horaires et enseignements fixés en France par l’Éducation nationale. L’établissement est conventionné par l’AEFE.

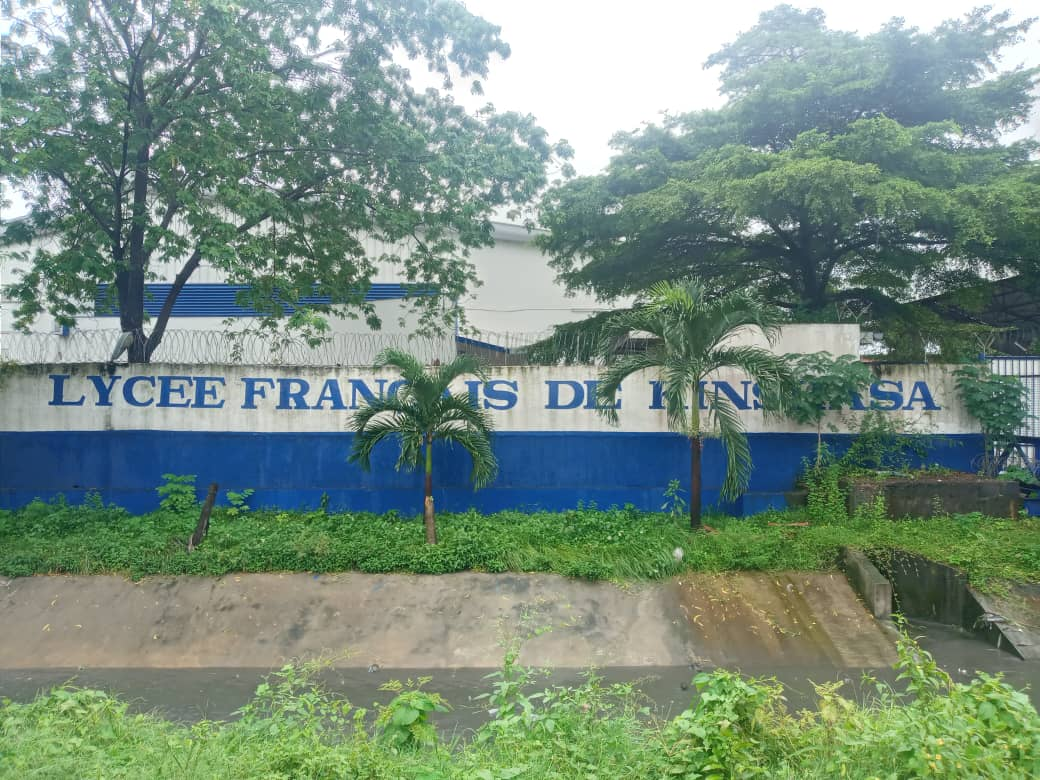

## Histoire
À l’époque coloniale belge, il n’existe pas d'établissement français à Léopoldville, et quelques élèves français qui souhaitaient suivre un cursus français traversaient le fleuve pour Brazzaville, alors française. En 1960, l’embarcation qui transportait les élèves est emportée par les courants et manque de faire naufrage. À la suite de cet incident, trois familles d’élèves prennent contact avec l’école Descartes de Rennes pour mettre en place des cours par correspondance. En 1961, l’État français achète le terrain actuel de l’école primaire, avenue Kalémie, et y implante le premier établissement scolaire français en 1964 (sous le nom de Cours Descartes). L’établissement grandit rapidement, et un deuxième site est ouvert (actuel secondaire, avenue de la Gombé). Le nombre d’élèves scolarisés dépasse le millier durant les années 80 (1100 en 1990), mais les pillages de septembre 91 et janvier 93, ainsi que la guerre qui éclate en 1997, font durablement chuter les effectifs. C'est au cours de cette période que le lycée réunie l'ensemble de ses cycles et de son administration sur le premier site, laissant le second à l'abandon, à l’exception des installations sportives. Au début des années 2000, une partie des bâtiments du second site est récupérée pour l'installation d'un centre culturel français, le Halle de la Gombe. Progressivement, l'établissement de l'avenue de la Gombe est réhabilité pour le secondaire. Depuis la stabilisation politique du Congo, le lycée René-Descartes voit sa population de nouveau grandir (1000 élèves en septembre 2019).

## Organisation
Une partie de l'école primaire est située avenue Kalémie (du CP au CE2), en face de la résidence de l’ambassadeur de France, tandis que l'autre partie (CM1 et CM2) se trouve  sur le même site que le collège et le lycée sur l'avenue de la Gombé, entre l’école belge et le centre culturel français (Halle de la Gombé). L’établissement accueille de nombreuses nationalités, avec une prépondérance d'élèves français, libanais et congolais. En 2009, le secondaire compte deux classes par niveau de la 6e à la Terminale, et propose trois séries au baccalauréat, S, ES et L. Le LFRD est centre d’examen pour les épreuves du premier groupe du baccalauréat, et depuis 2014 les élèves ne se rendent plus à Pointe-Noire, en république du Congo, pour passer les oraux du second groupe comme c'était le cas auparavant.